# 玄戈增二
牧夫座38，又名BD+46 1993，HD 130945、SAO 45226、HR 5533，是牧夫座的一颗恒星，视星等为5.74，位于銀經79.98，銀緯59.97，其B1900.0坐标为赤經14h 45m 44.8s，赤緯+46° 59.97′ 58″。